# Bayramiyya
La tariqa dels bayramiyya fou una confraria sufí derivada de la khalwatiyya, fundada a Ankara al segle xiv o XV per Hajji Bayram-i Walí.
A la mort del fundador es va dividir en dues branques: els Bayramiyye-si Shamsiyya i els Malamiyye-i Bayramiyya. Més tard una tercera branca dirigida per Aziz Mahmud Hudai (mort 1628/1629) va agafar el nom de jalwatiyya.
Com totes les confraries de Turquia, fou dissolta el 1925.